# Meilenstein (Roitzsch)

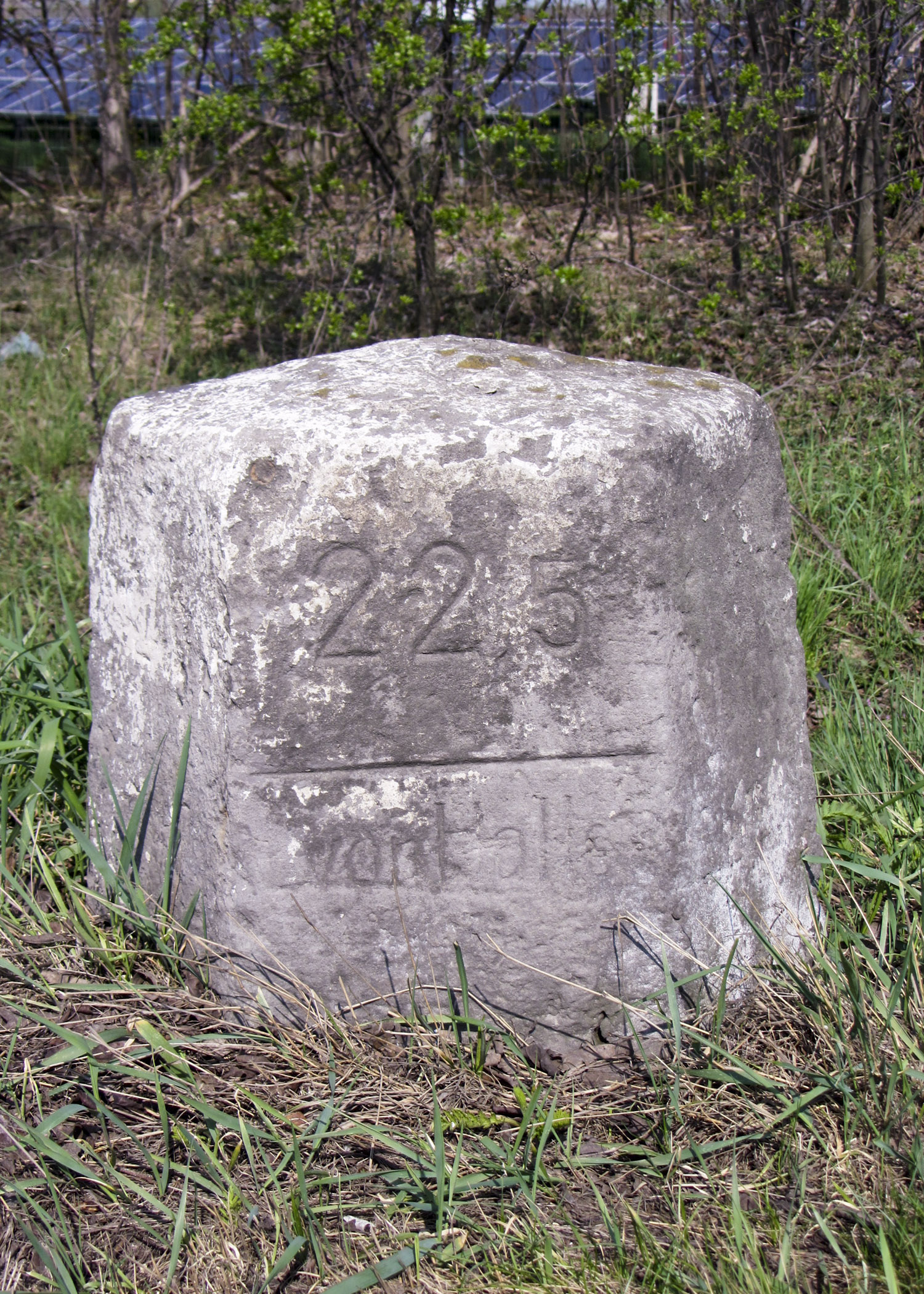
Preußischer Ganzmeilenstein bei Landsberg

Der Meilenstein in Roitzsch im Landkreis Anhalt-Bitterfeld in Sachsen-Anhalt gehört zum Sondertyp der sechskantigen Meilensteine. Diese sind im Wesentlichen auf die preußische Chaussee Berlin–Kassel und hier auf den Chausseeabschnitt Wittenberg–Halle beschränkt. Einige weitere Exemplare sind in Berlin erhalten. Dass es sich ursprünglich um einen Meilenstein handelte, kann man heute nur noch aufgrund des Standortes an der Bundesstraße 100 und mittels der Gestalt des halb versunkenen Steines rekonstruieren.
Seiner Inschrift nach handelt es sich hingegen heute um einen Kilometerstein, da diese „22,5 von Halle“ lautet. Diese Entfernung entspricht drei preußischen Meilen. Erhalten sind auch der Meilenstein in Landsberg und der in Bitterfeld. Kurioserweise trägt jeder der drei Steine eine andere Entfernungsangabe, nämlich Meilen in Landsberg, Kilometer in Roitzsch und Myriameter in Bitterfeld. Dennoch entstanden alle drei Steine zur gleichen Zeit als Meilensteine und besitzen daher auch identische Ausmaße.
Die Chaussee Berlin-Halle-Kassel wurde in den 1820er Jahren erbaut. Meilensteine gehörten damals zur Standardausstattung der Staatschausseen und für den Raum Halle ist sogar eine Setzung von Meilensteinen im Viertelmeilenabstand nachgewiesen worden. Ob dies auch hier der Fall war, konnte bisher nicht ermittelt werden. Im Denkmalverzeichnis ist der Distanzstein unter der Erfassungsnummer 094 96656 als Baudenkmal verzeichnet.